# 蘭尼·比治利
兰尼·比治利（英語：Leonard James "Lenny" Pidgeley，1984年2月7日—），乃一名英格蘭職業足球員，司職守門員，出身車路士青訓系統，曾經效力米禾爾、卡素爾、胡京、巴拉福特和艾斯特城，2012年球季加盟紐波特郡。

## 生平
比治利曾入選過英格蘭U-16和U-17國家隊，到2004年成為了U-21國家隊成員。比治利曾效力過車路士、屈福特等多家英超球會。在車路士時擔任第三號門將，其40號球衣是紀念比治利在外借屈福特時，在一場英格蘭足總盃倒戈出戰車路士，結果車路士輕勝4-0。比治利曾為車路士在聯賽上陣兩次。
由於作為門將，比治利並未有足夠條件在英超上陣，結果他於2006年夏季轉投了英甲球會米禾爾。但2008/09年球季受冷落，被外借到胡京（Woking）。
2009年5月27日比治利成為10名在季後被米禾爾放棄的球員之一，於7月8日加盟另一支英甲球隊卡素爾，簽約一年，但在2009/10年球季季後遭球會棄用。
2010年10月30日，比治利以兩個月短約加盟英乙球會巴拉福特，並於同日主場5-0大勝牛津聯披甲正選上陣，期間上陣9場，有3場保持清白之軀。2011年1月3日於合約屆滿後獲續約至球季結束，最終合共上陣22場，但在季後仍然不獲留用。
2011年6月16日，比治利加盟英甲球會艾斯特城。

## 榮譽
車路士
- 英格兰足球超级联赛冠軍：2004/05年、2005/06年；
- 英格蘭聯賽盃冠軍：2005年；

卡素爾
- 英格蘭聯賽錦標亞軍：2010年；

## 外部連結
- 足球数据库：比治利的球员统计数据